# Heliconius erato
Heliconius erato — вид метеликів родини Сонцевики (Nymphalidae).

## Поширення
Досить звичайний неотропічний вид. Поширений від півдня Техасу до Аргентини. Живе на узліссях тропічних лісів.

## Спосіб життя
Досить територіальний вид, площа існування дорослого метелика не перебільшує кількох десятків метрів у діаметрі. Живиться нектаром. Гусениця живиться листям пасифлори.

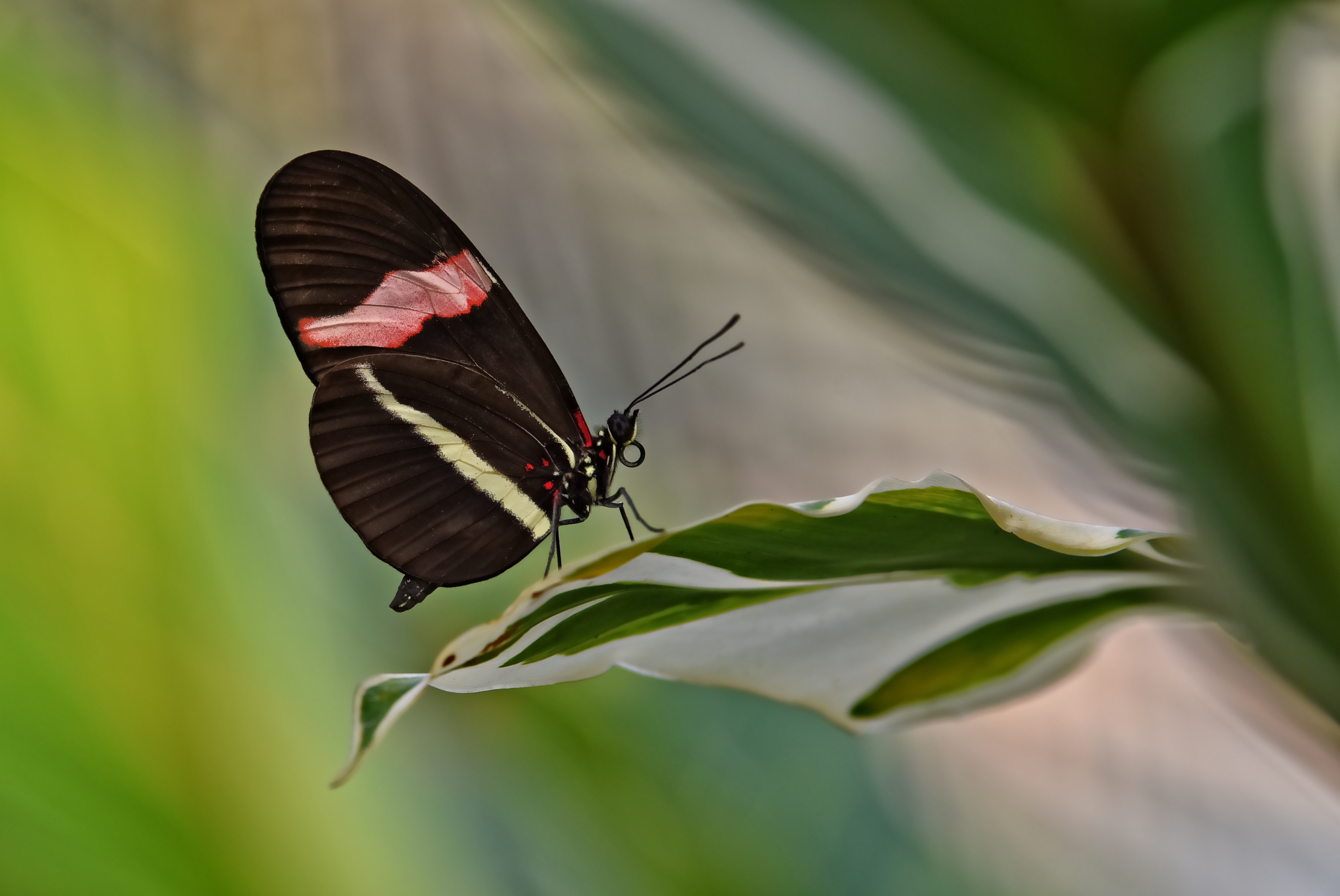